# Guglielmo di Tiro
Guglielmo di Tiro (in latino Guillelmus Tyrensis; in francese Guillaume de Tyr; Gerusalemme, 1130 circa – 1186) è stato un arcivescovo cattolico e storico francese: arcivescovo di Tiro.

## Biografia
Nacque a Gerusalemme da una famiglia francese. Studiò a Parigi e a Bologna.
Passò la giovinezza in Terrasanta dove si dedicò allo studio delle lingue francese, greca, araba e latina. Fu iniziato alla carriera ecclesiastica da Piero di Barcellona, priore dei canonici del Santo Sepolcro, ed entrò a far parte del capitolo della chiesa di Tiro. In data imprecisata si recò in Europa per approfondire gli studi in campo giuridico. Nel 1163 fece ritorno in Terra Santa e riprese le mansioni di canonico presso la chiesa di Tiro.
Nel 1167 l'arcivescovo di Tiro lo elesse arcidiacono della città su richiesta del re Amalrico I di Gerusalemme. Si fece apprezzare per le sue capacità intellettuali e subito dopo fu inviato a Bisanzio a capo di una delegazione per negoziare con l'imperatore Manuele I Comneno un'alleanza tra l'Impero bizantino e il Regno di Gerusalemme per attaccare l'Egitto musulmano. Nello stesso anno venne incaricato da re Amalrico di redigere una cronaca delle sue imprese militari, le Gesta Amalrici.
Nel 1169 era a Roma; fece ritorno in Terra Santa, dove Amalrico lo scelse come precettore del figlio, il futuro Baldovino IV di Gerusalemme. L'anno seguente, nel 1170, fu incaricato dal re di realizzare un'opera sulla storia del Regno di Gerusalemme dalle sue origini fino agli anni di Amalrico I. Durante il suo lavoro da educatore Guglielmo scoprì che il giovane principe era afflitto dalla lebbra. Nel 1174 il re Amalrico morì ma il figlio tredicenne Baldovino era troppo giovane per governare il regno. Per due anni furono dei reggenti a fare le veci del sovrano: dopo la morte di Amalrico fu nominato a tale carica Milo di Plancy ma dopo pochi mesi fu assassinato e gli subentrò il conte Raimondo III di Tripoli. In questo periodo Guglielmo di Tiro riuscì ad ottenere la carica di cancelliere del Regno di Gerusalemme e fu nominato arcivescovo di Tiro. Nonostante i nuovi incarichi, Guglielmo continuò a svolgere la sua funzione di educatore del giovane Baldovino e mantenne frequenti contatti con la corte.
Entrò in conflitto con i Templari, probabilmente per motivi legati a una differente visione politica nei rapporti con i musulmani. Nei suoi scritti si scagliò contro il Gran Maestro del Tempio, Oddone di Saint Amand.
Nel 1176 Baldovino raggiunse la maggiore età, il periodo di reggenza del conte Raimondo terminò e Guglielmo divenne il principale consigliere del sovrano. La salute cagionevole del re non faceva sperare in un lungo regno ma la discendenza al trono era assicurata dal matrimonio, celebrato in quell'anno, tra Sibilla, sorella di Baldovino, e il marchese Guglielmo del Monferrato.
A partire dal 1177 il Regno di Gerusalemme entrò in un periodo di instabilità: la salute del sovrano peggiorò a causa del progredire della sua malattia, il marchese Guglielmo morì all'improvviso e gli ambasciatori bizantini premevano per iniziare la campagna militare in Egitto. Nello stesso anno arrivò in Terra Santa il conte Filippo di Fiandra a capo di un esercito che i nobili del regno pianificavano di usare per soddisfare le loro ambizioni territoriali. Inoltre, uno dei vassalli del conte tentò di organizzare un matrimonio tra suo figlio e la vedova Sibilla. Guglielmo impedì quest’unione e destinò le truppe del conte alla campagna d’Egitto per rispettare i precedenti accordi con i Bizantini. Filippo però non fu soddisfatto di tale decisione e lasciò Gerusalemme preferendo gli inviti dei regnanti di Tripoli e Antiochia, facendo così saltare l'alleanza con Bisanzio.
L'anno seguente, nel 1178, Guglielmo partì per recarsi a Roma dove nel 1179 si tenne il Concilio Lateranense III. Qui fu scelto per redigere gli atti del sinodo e ottenne una riduzione dell'indipendenza di cui gli ordini militari godevano nei confronti del clero in Terrasanta. Il papa Alessandro III incaricò Guglielmo di recarsi presso la corte di Costantinopoli con l'incarico di preparare i negoziati per una possibile riunificazione delle Chiese cattolica e ortodossa.
Nel 1180 tornò in Terra Santa dove il problema della successione al malato Baldovino IV aveva portato alla formazione di due fazioni nobiliari contrapposte: quella di corte, capeggiata da Sibilla e dalla madre Agnese, e quella dei nobili di antica origine, capeggiata dal conte Raimondo di Tripoli. La prima fazione sosteneva il matrimonio della sorella del re con il cavaliere Guido di Lusignano in modo che questo diventasse reggente. La seconda invece si opponeva a tale unione preferendo Raimondo come reggente. Guglielmo si schierò con il conte sconsigliando al sovrano di approvare il matrimonio di Sibilla ma tale iniziativa fu controproducente: il re approvò il matrimonio e la fazione di corte si oppose alla nomina di Guglielmo come patriarca di Gerusalemme, carica andata vacante in quell'anno.
Negli anni successivi Guglielmo vide scemare la sua influenza politica e si dedicò alla realizzazione della sua cronaca, la Historia rerum in partibus transmarinis gestarum. Nel 1182 le ostilità tra le fazioni del regno si acuirono a causa delle diverse opinioni dei nobili e Guglielmo intervenne per impedire lo scoppio di un conflitto tra re Baldovino e il conte Raimondo.
Morì nel 1186.

## Produzione letteraria
La Historia rerum in partibus transmarinis gestarum, l'opera principale di Guglielmo, è un dettagliato resoconto scritto in latino della storia delle prime crociate e del Regno di Gerusalemme dal 1095 al 1183.
Da molti critici il tono degli scritti viene considerato distorto ed eccessivo viste le numerose critiche verso gli ordini militari e alcuni membri della gerarchia ecclesiastica. Le sue cronache sono però ricche di notizie sull'Ordine dei Cavalieri templari e sulla sua origine. D'altra parte, egli viene considerato come uno dei pochi cronisti del tempo che conosceva approfonditamente il mondo musulmano, i sunniti, le dinastie al potere. Era in stretto contatto con i regnanti di Gerusalemme e partecipò in prima persona a parecchi eventi.
La cronistoria si interrompe intorno al 1183, pressappoco l'anno della sua morte. Tuttavia altri cronisti proseguirono la cronaca redigendo altri scritti in antico francese: tra i Continuatori di Guglielmo (come oggi sono noti alla storiografia) spicca Ernoul.
A Guglielmo vengono anche attribuiti i Gesta Amalrici e i Gesta orientalum principum. I primi sono una cronaca del regno di re Amalrico I (1163-1174), utilizzata dal suo redattore come parte della Historia rerum in partibus transmarinis gestarum. I secondi sono un'opera di storia musulmana, dalla nascita dell’Islam fino alla Prima crociata. Per la sua realizzazione, durata un quindicennio, Guglielmo utilizzò anche libri arabi, probabilmente gli stessi che re Baldovino III aveva confiscato al viaggiatore e diplomatico musulmano Usama ibn Munqidh nel 1154.
Non vi sono copie sopravvissute di questa opera.

## Genealogia episcopale
La genealogia episcopale è:
- Patriarca Amalrico di Nesle
- Arcivescovo Guglielmo di Tiro